# 対立王
対立王（たいりつおう、独: Gegenkönig、英: antiking）は、継承争いや政治上の対立のため、君臨している君主に対して自分こそが正当な君主であると宣言する王。

## 概要
対立王の例は世襲君主制の国よりも選挙王制の国でよく見られ、15世紀初頭までの神聖ローマ帝国で最もよく見られる。「対立王」に類似した用語に「対立教皇」があり、実際にこれらには深い関係がある。ローマ王・ローマ皇帝が政治的に闘争中であったローマ教皇を弱体化するためにたびたび対立教皇を擁立し、ローマ教皇も自分と意見を異にする皇帝の政敵としてたびたび対立王を支援したのであった。
王位請求の自分の権利が正当であることを示すことに成功し、正当な国王として承認された対立王もいれば、対立王としての地位について今日もなお議論されている対立王もいる。前者にはコンラート3世、フリードリヒ2世、カール4世などのローマ皇帝がおり、後者にはバイエルン公ハインリヒ2世、マイセン辺境伯エクベルト2世などがいる。他に対立王を出した国にボヘミア、ハンガリー、イングランドやフランス、アラゴンなどがある。
対立王が立てられる場合には、国内の王位継承問題が絡むことも多い。そのため、他国を巻き込んだ内戦や継承戦争に発展する場合もある。13世紀には、ローマ皇帝のいない大空位時代に発展した。

## ドイツの著名な対立王
| 対立王                                                        | 年代            | 当時の君主                |
| ------------------------------------------------------------- | --------------- | ------------------------- |
| バイエルン公アルヌルフ                                        | 919年 - 921年   | 東フランク王ハインリヒ1世 |
| シュヴァーベン大公ルドルフ                                    | 1077年 - 1080年 | ローマ皇帝ハインリヒ4世   |
| ザルム伯ヘルマン                                              | 1081年 - 1088年 | ローマ皇帝ハインリヒ4世   |
| ローマ王コンラート3世                                         | 1127年 - 1135年 | ローマ皇帝ロタール3世     |
| ローマ皇帝フリードリヒ2世                                     | 1212年 - 1215年 | ローマ皇帝オットー4世     |
| テューリンゲン方伯ハインリヒ・ラスペ                          | 1246年 - 1247年 | ローマ皇帝フリードリヒ2世 |
| ホラント伯ウィレム2世                                         | 1248年 - 1250年 | ローマ皇帝フリードリヒ2世 |
| ホラント伯ウィレム2世                                         | 1250年 - 1254年 | ローマ王コンラート4世     |
| カスティーリャ王アルフォンソ10世                              | 1257年 - 1273年 | ローマ王リヒャルト        |
| ローマ王フリードリヒ3世                                       | 1314年 - 1325年 | ローマ王ルートヴィヒ4世   |
| ローマ皇帝カール4世                                           | 1346年 - 1347年 | ローマ皇帝ルートヴィヒ4世 |
| ギュンター・フォン・シュヴァルツブルク                        | 1349年          | ローマ皇帝カール4世       |
| ブラウンシュヴァイク＝ヴォルフェンビュッテル公フリードリヒ1世 | 1400年          | ローマ王ヴェンツェル      |